# Лісна Поляна (Калязінський район)
Лісна Поляна (рос. Лесная Поляна) — селище в Калязінському районі Тверської області Російської Федерації.
Населення становить 58 осіб. Входить до складу муніципального утворення Алфьоровське сільське поселення.

## Історія
Від 2005 року входило до складу муніципального утворення Алфьоровське сільське поселення.

## Населення
| 2010 |
| ---- |
| 58   |